# El balón (Vallotton)
El balón (o Esquina del parque con niño jugando a la pelota ) es un cuadro de Félix Vallotton creado en 1899 y conservado en el Museo de Orsay, en París. Es una de las obras más conocidas del pintor nabi suizo.

## Descripción
En una zona arenosa parcialmente iluminada por el sol, un niño, saliendo de la parte sombreada, corre detrás de una pelota roja en un parque. Sumergido en las sombras de los árboles, un balón de un color marrón descolorido, que parece abandonado a su noche por el niño que corre hacia la luz y una pequeña pelota roja. Al fondo, en una zona verde, dos figuras femeninas con vestidos largos, uno blanco y otro azul, parecen conversar.
La inusual perspectiva en picado aplasta la figura del niño, parcialmente escondido bajo su sombrero de paja y los laterales de su blusón blanco, flotando mientras corre hacia la pelota precedido por su sombra. Las figuras lejanas, incluso en su tamaño reducido por la distancia, son restauradas en una postura vertical natural por el juego del horizonte colocado en lo alto del cuadro, emergiendo de la masa de verdor que llena la mitad superior de la composición organizada por una línea arqueada que divide la obra en inclinación ascendente, desde la esquina inferior izquierda hasta un tercio del lado derecho, marcando el límite entre la zona arenosa y el césped.
Nótese la ausencia de cielo en este cuadro de una escena soleada, sólo los colores blanco y azul de las mujeres a lo lejos evocan el cielo y sus nubes. 